# Tony Selby
Pour les articles homonymes, voir Selby.
Tony Selby, né le 26 février 1938 dans le quartier de Lambeth à Londres et mort le 5 septembre 2021 dans la même ville, est un acteur britannique de télévision et de cinéma depuis les années 1950 à nos jours.

## Carrière
Formé à la Italia Conti Stage Academy, il débute à l'âge de 13 ans en 1951 à la télévision dans des rôles secondaires, dans des téléfilms et des courts-métrages comme Mencius Was a Bad Boy, Skippy Smith Goes to the Circus, John and Julie. Il se tourne vers le cinéma et apparaît comme acteur secondaire dans de nombreux films des années 1960 et 1970 comme Alfie le dragueur (1966), Press for Time (1966), Le Grand Inquisiteur (1968), Avant que vienne l'hiver (1968), Villain (1971), Nobody Ordered Love (1972) ou Adolf Hitler : My Part in His Downfall (1973). On peut aussi le voir dans un rôle non-crédité dans le film Superman de 1978.
Il se fait remarquer dans les années 1970 en jouant Sam Maxstead, assistant d'un magicien dans la série pour enfants Ace of Wands. Entre 1975 et 1978 il joue le rôle récurrent du Cpl. Percy Marsh dans la série comique autour d'engagés de la Royal Air Force Get Some In!. On le retrouve aussi comme acteur dans de nombreuses séries comme Bless This House en 1976 dans le rôle d'un voleur dépressif, dans The Good Life en 1975 et dans le téléfilm de 1981 If You Go Down in the Woods Today. En 1983 on le retrouve dans le rôle récurrent de Norman Lugg dans la série Jack of Diamonds. Il apparaît aussi dans la série télé Minder en 1979 et 1989. En 1986 et 1987 il apparaît trois fois dans la série Doctor Who dans le rôle de l'arnaqueur intergalactique Sabalom Glitz. Ce rôle lui vaudra la reconnaissance des fans de la série qui l'éliront meilleur acteur de la saison dans un sondage du Doctor Who Magazine.
Dans les années 1990, il apparaît dans les séries Mulberry de 1992 à 1993 et dans le rôle du chauffer d'Adam Faith dans la série Love Hurts de 1992 à 1994. On le retrouve aussi dans des rôles ponctuels dans des épisodes de Doctors, Inspecteur Barnaby, The Bill et dans le rôle d'oncle Clive dans le soap opera EastEnders en 2002.
Ses rôles récents incluent un passage dans la série Ma tribu en 2011 et un petit rôle dans le film Cockneys vs Zombies de 2012.

## Vie personnelle
Marié à Jacqui Milburn en octobre 1964, il aura un enfant d'elle avant de divorcer en 1981. En 1986 il se remarie avec Gina Sellers.

## Filmographie
| Année     | Titre                           | Rôle                                     | Notes                                           |
| --------- | ------------------------------- | ---------------------------------------- | ----------------------------------------------- |
| 1966      | Alfie                           | Lacey                                    |                                                 |
| 1968      | Chapeau melon et bottes de cuir | Stanley                                  | Épisode The Curious Case of the Countless Clues |
| 1968      | Le Grand Inquisiteur            | Salter                                   |                                                 |
| 1970-1971 | Ace of Wands                    | Sam Maxstead                             |                                                 |
| 1971      | Temporel                        | Sergent Jones                            | Épisode The Walking Trees                       |
| 1971      | Salaud                          | Duncan                                   |                                                 |
| 1972      | Prince noir                     | Moss                                     | Épisode Day of Reckoning                        |
| 1974      | Angoisse                        | Mark                                     | Épisode I'm the Girl He Wants to Kill           |
| 1974-1976 | Bless This House                | Fingers/Intruder                         | 2 épisodes                                      |
| 1975      | The Good Life                   | Sam                                      | Épisode The Weaker Sex?                         |
| 1975-1978 | Get Some In!                    | Caporal Marsh                            |                                                 |
| 1978      | Superman                        | 5th Hood                                 | Non crédité                                     |
| 1984      | Cockles                         | Bunter                                   | Épisode Mermaids                                |
| 1986-1987 | Doctor Who                      | Sabalom Glitz                            | 9 épisodes                                      |
| 1987      | The Secret Garden               | Sergent Barney                           |                                                 |
| 1991      | Lovejoy                         | Sgt. Hartley                             | Épisode Raise the Hispanic                      |
| 1992-1993 | Mulberry                        | Bert                                     | 13 épisodes                                     |
| 1997-2004 | The Bill                        | Vinnie Rogers/Norman Klein/Barry Jackson | 4 épisodes                                      |
| 1999      | Holby City                      | Jim Horton                               | Épisode Puppy Love                              |
| 2002      | EastEnders                      | Oncle Clive                              | 2 épisodes                                      |